# Teatro Maria Vitória
Das Teatro Maria Vitória ist ein Revuetheater in der portugiesischen Hauptstadt Lissabon.

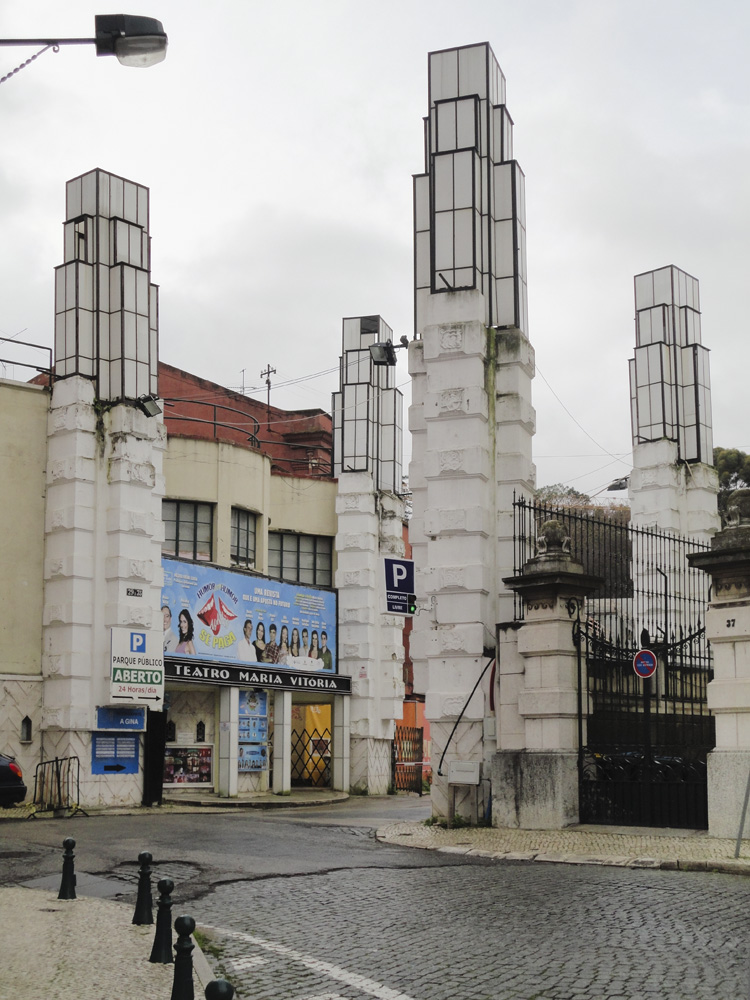
Das Teatro Maria Vitória, links hinter dem charakteristischen Eingang zum Parque Mayer

Das Theater liegt im Parque Mayer, einem ehemals als Vergnügungspark funktionierenden Gelände in der Lissabonner Stadtgemeinde Santo António (ehemals Gemeinde São José). Das Gebäude wurde nach Plänen des Bauhaus-Architekten Adolf Meyer errichtet und am 1. Juli 1922 eröffnet. Der Name wurde in Anerkennung der damals besonders populären Revueschauspielerin und Fado-Sängerin Maria Vitória gewählt. Es war das erste von später vier Theatern im Parque Mayer und steht heute unter Denkmalschutz.
Das Teatro Maria Vitória war in den 1920er Jahren maßgeblich beteiligt an der Entwicklung des Parque Mayer zum beliebten Theaterviertel der Stadt bis in die 1970er Jahre hinein. Es ist bis heute als bedeutendes Revue- und Musicalhaus bekannt.
2010 bestätigte die Stadtverwaltung die Pläne des damaligen Verantwortlichen Pedro Santana Lopes, das Gebäude abzureißen und dort ein neues und größeres Veranstaltungsgebäude zu errichten. Als Grund wurden nicht zu behebende Schäden an der gesamten Gebäudesubstanz im Parque Mayer angegeben. Bisher sind jedoch keine konkreten Pläne für das Teatro Maria Vitória angekündigt, und das Theater funktioniert weiter (Stand April 2014).